# Terence Bay
Terence Bay är en vik i Kanada.   Den ligger i provinsen Nova Scotia, i den sydöstra delen av landet, 1 000 km öster om huvudstaden Ottawa.
I omgivningarna runt Terence Bay växer i huvudsak blandskog.